# 裸の銃を持つ男
『裸の銃を持つ男』（はだかのガンをもつおとこ、原題：The Naked Gun）は、1988年、1991年、1994年、2025年にアメリカ合衆国で製作された4本のコメディ映画のシリーズである。

## シリーズ概要
- 裸の銃を持つ男（原題：The Naked Gun: From the Files of Police Squad!、1988年、85分）
- 裸の銃を持つ男 PART2 1/2（原題：The Naked Gun 2 1/2: The Smell of Fear、1991年、85分）
- 裸の銃を持つ男 PART33 1/3 最後の侮辱（原題：The Naked Gun 33 1/3: The Final Insult、1994年、83分）

3本の作品は、いずれもレスリー・ニールセン演ずる無鉄砲な警部補フランク・ドレビンの奮闘振りを描いている。共演者はプリシラ・プレスリー（エルビス・プレスリーの元妻）、ジョージ・ケネディ、O・J・シンプソンなどである。
このシリーズは、1982年からアメリカ合衆国で放映されたテレビシリーズ『フライング・コップ 知能指数0分署』（原題：Police Squad!）の映画版である。『フライング・コップ』及び本映画シリーズの制作陣はジェリー・ザッカー、ジム・エイブラハムズ、デヴィッド・ザッカー、パット・プロフトらである。
シリーズごとのナンバーが「2 1/2」や「33 1/3」になっているのは、フェデリコ・フェリーニによるイタリア映画『8 1/2』のもじりである。また、「33 1/3」はLPアナログレコードの1分間の回転数にも掛けてある。なお、シリーズタイトルの邦題『裸の銃を持つ男』は『007』シリーズの『007 黄金銃を持つ男』のパロディとなっている。
シリーズの特徴として以下の要素が挙げられる。
- 物語そのものはありふれた刑事映画のパロディであり、登場人物や場面設定なども紋切り型である。
- 非常にテンポが速く、アイディアは奇抜かつ大がかり。視覚・聴覚（台詞回しなど）を問わず、わずかな隙間にもギャグ、冗談、駄洒落が挿入されている。
- 多くの映画をパロディ化するとともに、制作当時の事件・時事ネタやポップ・カルチャーなどを織り込んでいる。
- 各国首脳や著名人のそっくりさんが多数出演している。
  - PART1：イディ・アミン、ヤーセル・アラファート、ムアンマル・アル＝カッザーフィー、ルーホッラー・ホメイニー、ミハイル・ゴルバチョフ、エリザベス2世、レジー・ジャクソン[1]など。
  - PART2 1/2：ジョージ・H・W・ブッシュ夫妻など。
  - PART33 1/3：ビル・クリントン、ヨハネ・パウロ2世、アル・カポネなど。
- 映画よりテレビ中心の俳優をキャステイングしている。

## 主な登場人物

### メインキャラクター
フランク・ドレビン
演 - レスリー・ニールセン
本シリーズの主人公でロサンゼルス市警の刑事。自分が普通にしたことが後に大パニックの原因になったり、奇想天外な捜査で事件を解決したりしてしまう一流の刑事。見た目は白髪頭の初老の風貌だが年齢は不詳で、若い頃から見た目があまり変わっておらず、意外にも筋肉質な体つきをしている。1000人もの麻薬の売人を抹殺したり（最後の数名は偶然車で轢いてしまった）と実績も確かだが、いつも何かとトラブルを起こし、上司の頭痛のタネにもなっている。正義心が強いが薬物や風俗に関する不謹慎な言動も多い。共和党の大統領の前でも民主党を応援するほどの熱心な民主党員でもある。
ジェーン・ドレビン
演 - プリシラ・プレスリー
シリーズを通じてのヒロイン。旧姓はスペンサー。『PART1』の悪役ヴィンセント・ラドウィッグの元秘書であるが、後にフランクの妻となる。『PART1』と『PART2 1/2』の時系列の間に一度フランクと破局しているが、『PART2 1/2』のラストで晴れて結婚する。『PART33 1/3』では弁護士に転職。夫婦喧嘩をして家を飛び出してしまうも、ラストでまたもや復縁し子供を授かっている。シリーズを通して毎度終盤で人質にされる。
エド・ホッケン
演 - ジョージ・ケネディ
フランクの上司にあたる警部であり、フランクの良き友人。おっとりしている天然ボケだが、他のキャラよりは常識人である。『PART1』では猛烈な食欲を見せた。妻子持ちで夫婦仲が良く、『PART2 1/2』では奥さんとの間に子供をもうけている。『PART33 1/3』では人手不足のためフランクに助っ人を依頼した。
ノードバーグ
演 - O・J・シンプソン
フランクの相棒である刑事。9年間相棒を組んでいる。『PART1』では冒頭で銃撃されたり、『PART2 1/2』では誰にも気付いてもらえずデトロイトまで行く羽目になったりと、シリーズを通して不幸な目にあっている。混乱を鎮めるために放つセリフが毎度のように一言多く、逆にパニックを引き起こしてしまうクセがある。
テッド・オルソン
演 - エド・ウィリアムズ
ロサンゼルス市警の鑑識課主任。趣味で007ばりの奇妙な兵器を次々と開発する。鑑識官として活躍する一方で、恐竜の足跡を見つけたり、ノアの箱舟に使われた丸太を発見したりと、事件とはまったく無関係の発見をすることもある。ドラマ『フライング・コップ』にも登場している。DVDの音声解説によると、演じたエド・ウィリアムズの本職は高校教師らしい。
アル
演 - タイニー・ロン
フランクたちの同僚であり、物凄く背の高い刑事。登場する時は長身が災いして絶対に顔が映らない。ドラマ『フライング・コップ』にも登場している。スタッフの音声解説によると、ドラマの時とは違う俳優がアル役を演じているという。
パプシュミア
演 - レイ・バーク
アメリカを潰そうと目論む謎の男。二度に渡りアメリカの面目を潰すためのテロを企てる。『PART1』と『PART33 1/3』の事件の黒幕である。ソフト版の吹替では何故か田舎風の訛りがある喋り方をする。事件の糸を引いている立場であったが、フランクたちにその存在を知られることなく『PART33 1/3』のラストで死亡した。

### PART1
ヴィンセント・ラドウィッグ
演 - リカルド・モンタルバン
ロサンゼルス一の実業家。その名声はアメリカのみならず、世界中に知れ渡っており、日本の天皇とも面識があるほど人脈が広い。しかし裏では麻薬売買などの犯罪に手を染めた極悪人で、冒頭でノードバーグを半殺しの目に遭わせた張本人でもある。エリザベス女王のロサンゼルス訪問の際、莫大な報酬と引き換えに女王の暗殺計画に加担する。特殊な催眠装置を使い、ノードバーグの主治医や野球選手のレジー・ジャクソン、さらにはジェーンまでも冷徹な暗殺者に仕立て上げた。
市長
演 - ナンシー・マーシャン
ロサンゼルスの市長。エリザベス女王の最初の訪米先にロサンゼルスが選ばれたことをとても喜んでいるが、暗殺計画を捜査中のドレビンたちが起こすトラブルに頭を悩ませる羽目になる。ソフト版の吹き替えではザマス口調で話す。
エリザベス女王
演 - ジャネット・チャールズ
イギリスの女王。最初の訪問先にロサンゼルスを選ぶが、ラドウィッグの陰謀で暗殺されそうになる。レセプションでドレビンが身を挺して彼女を暗殺から守ったが、手段が手段だったために、彼が女王を押し倒したかのように見えるとんでもない写真が新聞のトップを飾ってしまった。
レジー・ジャクソン
演 - 本人
実在の野球選手。カリフォルニア・エンゼルスの外野手。ラドウィッグの催眠装置によって、野球場にあらかじめ隠されていた拳銃を取り出して女王に向けてしまう。
アミン、アラファト、カダフィ、ホメイニ、ゴルバチョフ
冒頭、ベイルートの某所に集まって会議を開いていたアメリカと敵対する国の首脳たち。アメリカを潰すために様々なアイディアを出し合い、意気投合するが、給仕に化けて潜入していたドレビンに全員叩きのめされた。乱闘中にゴルバチョフはアザを拭き取られニセモノと判明し、ホメイニのターバンの中はモヒカンであることが判明する。原語版ではこの会議では真面目な会話が交わされているが、吹き替え版ではほとんどギャグで埋め尽くされている。

### PART2 1/2
クエンティン・ハプスバーグ
演 - ロバート・グーレ
エネルギー業界の重鎮で、石油会社ヘキサゴン石油の社長。マインハイマー博士のスピーチが自分に大きな損失を与えると知り、スピーチを阻止するべく、同じく損失を被るであろう石炭業界・原子力業界の大物たちと手を組んで暗躍する。物語の終盤では、自分の計画が失敗すると悟るや否や、レセプション会場に仕掛けた核爆弾を爆破する「B計画」を発動しようとするも、ドレビンに阻止され、爆発の中止パスワードを教えようとした時に手違いでビルから落下。幸い庇がクッションとなったため無傷だったが、直後に中盤で動物園から逃げ出していたライオンに食われるという悲惨な末路を辿った。演じたロバート・グーレは『フライング・コップ』の第5話オープニングで死亡するゲストとして出演している。
アルバート・S・マインハイマー
演 - リチャード・グリフィス
クリーンエネルギーを研究している著名な博士。PART2 1/2におけるジェーンの上司でもある。国のエネルギー政策の基軸を石油・石炭・原子力から太陽光などのクリーンエネルギーに変えるよう大統領に進言するつもりが、クエンティンらから命を狙われ監禁されてしまう。尻に目印になるような大きなアザがある。一度会った人間の顔は絶対に忘れないほどの記憶力を持っており、これが後に事件の真相を掴む鍵となる。足が不自由で車椅子を使っている。
アール・ハッカー
演 - リチャード・グリフィス
クエンティンが連れてきたマインハイマー博士の偽者。変装で人に成りすますことを生業とする悪党である。ギャラは最低100万ドルで、経費は依頼者側持ち。左利きでマインハイマー博士よりも少し背が高い。パーティーの席でドレビンと対面した際、ドレビンが操作を誤ったために車椅子が暴走し、会場の窓から飛び出して鞭打ちとなった。
ヘクター・サヴァージ
演 - アンソニー・ジェームズ
デトロイト出身の元プロボクサー。現在はクエンティンの手下で、冒頭の研究所を爆破した爆弾を仕掛けた男。ドレビンやジェーンを暗殺しようとするも失敗する。ドレビンともみ合いの末、消火栓を口に咥えさせられ、体が破裂するまで水を飲まされて死亡した。
ジョージ・H・W・ブッシュ大統領
演 - ジョン・ロアーク
第41代アメリカ合衆国大統領。国のエネルギー政策にマインハイマー博士の進言を大々的に盛り込もうと考える。共和党の大統領でありながら、ラストでドレビンが民主党を応援するような発言をすると、場の雰囲気に流されて思わず拍手しそうになる。

### PART33 1/3
ロッコ・ディロン
演 - フレッド・ウォード
アメリカ中のあらゆる爆破事件の糸を引いている爆弾魔。マザコンである。収監されているステーツビル刑務所から爆破の指示を行っていた。500万ドルの大金を報酬にアカデミー賞授賞式を爆破する計画を立案する。刑務所に潜入してきたドレビンを仲間に加え、刑務所から脱獄した。計画を進める途中、ドレビンとのもみ合いの末に母親のミュリエルが巻き添えを食らって死亡したことで錯乱する。ジェーンをドレビンの目の前で殺そうとするも失敗し、最後は会場の天井から突き抜けてそのままパプシュミアの乗るヘリコプターのトイレに突き刺さり、2人まとめて爆死した。ちなみに、ディロンの収監されていたステーツビル刑務所は『フライング・コップ』でも名前が登場し、事件の犯人は全員この刑務所に送られていた。ロッコのマザコン凶悪犯という設定、潜入捜査官を知らずに伴っての脱獄、錯乱しての派手な爆死という最期は、ジェームズ・キャグニーが1949年の映画「白熱」で演じた凶悪犯コーディ・ジャレットそのままのパロディである。
ミュリエル
演 - キャスリーン・フリーマン
ロッコの母親。息子を溺愛している。銃を持つととても撃ちたがる性格。太った体型をしている老婆だが、ピンク色のセクシーなハイレグ水着を愛用している。ドレビンがアカデミー賞授賞式の会場で爆弾を発見した際、ジェーンを人質にして優位に立つが、ロッコとドレビンのもみ合いの末に暴発した銃弾が「拍手」と書かれた看板に命中し直撃したことで、拍手喝采の中死亡する（死ぬ直前にはスタンディングオーベーション）。
タニヤ・ピーターズ
演 - アンナ・ニコル・スミス
ロッコの恋人で、ロサンゼルスの病院で看護婦をしている。モデルのような美人だが、実は男である。かつてドレビンたちが担当した1970年のディスコ射ち合い事件の容疑者だったため、ドレビンの顔を覚えていた。予告編では3回も紹介された。
ルイーズ
演 - エレン・グリーン
PART33 1/3でのジェーンの同僚の弁護士。男嫌いで、ドレビンと破局したジェーンを傷心旅行へ連れて行く（『テルマ&ルイーズ』のパロディ）。その時の荷物を下ろさずにクラブに立ち寄ったために、荷物を全部盗まれてしまった。車のナンバーは「MAN HATR（男嫌い）」。
フィル・ドナヒュー
演 - 本人
実在の司会者。アカデミー賞最優秀監督賞の発表を担当するはずが、爆弾の捜索のためにドレビンに後ろから手刀で気絶させられ、入れ替わられてしまう。ドレビンとそっくりなため、ドレビンの起こす失態の数々はすべてドナヒューのせいになってしまい、テレビ局の演出家からは「来年からはドナヒューは使わない!」と言われてしまった。

## キャスト

### 裸の銃を持つ男
| 役名                       | 俳優                   | 日本語吹替 | 日本語吹替                           | 日本語吹替 |
| 役名                       | 俳優                   | ソフト版 | TBS版                                | テレビ朝日版 |
| -------------------------- | ---------------------- | --- | ------------------------------------ | --- |
| フランク・ドレビン         | レスリー・ニールセン   | 中村正 | 小島敏彦                             | 羽佐間道夫 |
| ジェーン・スペンサー       | プリシラ・プレスリー   | 高島雅羅 | 堀越真己                             | 高島雅羅 |
| エド・ホッケン             | ジョージ・ケネディ     | 富田耕生 | 吉水慶                               | 川久保潔 |
| ノードバーグ               | O・J・シンプソン       | 二又一成 | 中田和宏                             | 大塚明夫 |
| ヴィンセント・ラドウィッグ | リカルド・モンタルバン | 小林勝彦 | 仁内建之                             | 大木民夫 |
| 市長                       | ナンシー・マーシャン   | 麻生美代子 | 竹口安芸子                           | 京田尚子 |
| テッド・オルセン           | エド・ウィリアムズ     | 北村弘一 | 塚田正昭                             | 石井敏郎 |
| パプシュミア               | レイ・バーク           | 城山堅 | 清川元夢                             | 千田光男 |
| エリザベス2世              | ジャネット・チャールズ | |                                      | |
| アル・ヤンコビック         |                        | |                                      | |
| その他                     |                        | 加藤正之 峰恵研 田原アルノ 亀井三郎 稲葉実 竹口安芸子 笹岡繁蔵 伊井篤史 キートン山田 滝沢ロコ さとうあい 星野充昭 安田千永子 | 島香裕 水野龍司 藤城裕士 真地勇志 他 | 中田和宏 村松康雄 小室正幸 島香裕 立木文彦 長島雄一 片岡富枝 神谷和夫 宝亀克寿 喜田あゆみ 古田信幸 榎本智恵子 定岡小百合 くればやしたくみ |
| 日本語版制作スタッフ       |                        | |                                      | |
| プロデューサー             | プロデューサー         | | 上田正人 （TBS）                     | 福吉健 （テレビ朝日） |
| 演出                       | 演出                   | 伊達康将 | 高橋剛                               | 伊達康将 |
| 翻訳                       | 翻訳                   | 山田ユキ 石川雄一郎（台詞脚色）                                                                                              | 徐賀世子                             | 岩本令 |
| 録音                       | 録音                   | NFJスタジオ 東北新社 |                                      | オムニバス・ジャパン |
| 調整                       | 調整                   | NFJスタジオ 東北新社 |                                      | 阿部佳代子 |
| 効果                       | 効果                   | |                                      | リレーション |
| 制作進行                   | 制作進行               | 石原聖士 岩渕昇 |                                      | |
| 制作                       | 制作                   | 東北新社 | 東北新社 TBS                         | 東北新社 |
| 初回放送                   | 初回放送               | | 1993年8月25日 『水曜ロードショー』   | 1996年5月26日 『日曜洋画劇場』 |

※日本語字幕：岡枝慎二

### 裸の銃を持つ男 PART2 1/2
| 役名                           | 俳優                     | 日本語吹替                                                   | 日本語吹替                     |
| 役名                           | 俳優                     | ソフト版                                                     | テレビ朝日版                   |
| ------------------------------ | ------------------------ | ------------------------------------------------------------ | ------------------------------ |
| フランク・ドレビン             | レスリー・ニールセン     | 中村正                                                       | 羽佐間道夫                     |
| ジェーン・スペンサー           | プリシラ・プレスリー     | 高島雅羅                                                     | 高島雅羅                       |
| エド・ホッケン                 | ジョージ・ケネディ       | 藤本譲                                                       | 川久保潔                       |
| ノードバーグ                   | O・J・シンプソン         | 金尾哲夫                                                     | 大塚明夫                       |
| クエンティン・ハプスバーグ     | ロバート・グーレ         | 吉水慶                                                       | 田中信夫                       |
| アルバート・S・マインハイマー  | リチャード・グリフィス   | 加藤正之                                                     | 緒方賢一                       |
| アール・ハッカー               | リチャード・グリフィス   | 増岡弘                                                       | 緒方賢一                       |
| ブラムフォード本部長           | ジャクリーン・ブルックス | 久保田民絵                                                   |                                |
| テッド・オルセン               | エド・ウィリアムズ       | 塚田正昭                                                     | 石井敏郎                       |
| ヘクター・サヴァージ           | アンソニー・ジェームズ   | 千田光男                                                     | 千田光男                       |
| ジョージ・H・W・ブッシュ大統領 | ジョン・ロアーク         | 大木民夫                                                     | 仲木隆司                       |
| 暴漢                           | アル・ヤンコビック       |                                                              |                                |
| その他                         |                          | 火野カチコ 西尾徳 田原アルノ 稲葉実 峰恵研 堀越真己 種田文子 | 島香裕                         |
| 日本語版制作スタッフ           |                          |                                                              |                                |
| 演出                           | 演出                     | 向山宏志                                                     | 伊達康将                       |
| 翻訳                           | 翻訳                     | 中村久世                                                     | 岩本令                         |
| 録音                           | 録音                     | 東北新社                                                     |                                |
| 調整                           |                          | 東北新社                                                     |                                |
| 効果                           | 効果                     |                                                              | リレーション                   |
| 制作進行                       | 制作進行                 | 岩渕昇                                                       |                                |
| 制作                           | 制作                     | 東北新社                                                     | 東北新社                       |
| 初回放送                       | 初回放送                 |                                                              | 1995年1月15日 『日曜洋画劇場』 |

※日本語字幕：進藤光太

### 裸の銃を持つ男 PART33 1/3 最後の侮辱
| 役名                           | 俳優                           | 日本語吹替                                     | 日本語吹替                                                                         |
| 役名                           | 俳優                           | ソフト版                                       | テレビ朝日版                                                                       |
| ------------------------------ | ------------------------------ | ---------------------------------------------- | ---------------------------------------------------------------------------------- |
| フランク・ドレビン             | レスリー・ニールセン           | 中村正                                         | 羽佐間道夫                                                                         |
| ジェーン・ドレビン             | プリシラ・プレスリー           | 高島雅羅                                       | 高島雅羅                                                                           |
| エド・ホッケン                 | ジョージ・ケネディ             | 藤本譲                                         | 川久保潔                                                                           |
| ノードバーグ                   | O・J・シンプソン               | 銀河万丈                                       | 大塚明夫                                                                           |
| ロッコ・ディロン               | フレッド・ウォード             | 池田勝                                         | 麦人                                                                               |
| ミュリエル                     | キャスリーン・フリーマン       | 沼波輝枝                                       | 片岡富枝                                                                           |
| タニヤ・ピーターズ             | アンナ・ニコル・スミス         | 雨蘭咲木子                                     | 雨蘭咲木子                                                                         |
| ルイーズ                       | エレン・グリーン               | 火野カチコ                                     | 安達忍                                                                             |
| テッド・オルセン               | エド・ウィリアムズ             | 塚田正昭                                       | 石井敏郎                                                                           |
| パプシュミア                   | レイ・バーク                   | 塚田正昭                                       | 千田光男                                                                           |
| ヴァンナ・ホワイト             |                                |                                                |                                                                                    |
| アル・ヤンコビック             | アル・ヤンコビック             |                                                | 星野充昭                                                                           |
| メアリー・ルー・レットン       |                                |                                                |                                                                                    |
| オリンピア・デュカキス         | オリンピア・デュカキス         | 島美弥子                                       |                                                                                    |
| 看守                           | R・リー・アーメイ              | 清川元夢                                       | 北村弘一                                                                           |
| モーガン・フェアチャイルド     |                                |                                                |                                                                                    |
| エリオット・グールド           | エリオット・グールド           | 岩田安生                                       | 仲野裕                                                                             |
| ジェームズ・アール・ジョーンズ | ジェームズ・アール・ジョーンズ | 小山武宏                                       | 長島雄一                                                                           |
| ラクエル・ウェルチ             | ラクエル・ウェルチ             | 火野カチコ                                     | 沢海陽子                                                                           |
| タイロン                       | ブルース・A・ヤング            | 中田和宏                                       | 中田和宏                                                                           |
| その他                         |                                | 小野英昭 定岡小百合 沢海陽子 種田文子 伊藤和晃 | 秋元羊介 榎本智恵子 稲葉実 木藤聡子 久保田民絵 定岡小百合 辻親八 小室正幸 宝亀克寿 |
| 日本語版制作スタッフ           |                                |                                                |                                                                                    |
| 演出                           | 演出                           | 向山宏志                                       | 伊達康将                                                                           |
| 翻訳                           | 翻訳                           | 井場洋子                                       | 岩本令                                                                             |
| 録音                           | 録音                           | 熊倉亨                                         |                                                                                    |
| 調整                           | 調整                           | 熊倉亨                                         | 阿部佳代子                                                                         |
| 効果                           | 効果                           |                                                | リレーション                                                                       |
| 制作進行                       | 制作進行                       | 小柳剛 関朝美                                  |                                                                                    |
| 制作                           | 制作                           | 東北新社                                       | 東北新社                                                                           |
| 初回放送                       | 初回放送                       |                                                | 1997年6月1日 『日曜洋画劇場』                                                      |

※日本語字幕：岡枝慎二

## エピソード
- 赤色灯があちこちに突入していくオープニングは、「台車に赤色燈を乗せて撮影したら意外に面白かったから」という理由で作られた。
- 多くのベテラン声優を起用したソフト版吹替ではかつてモンティ・パイソンや『俺がハマーだ!』、『ファミリー・タイズ』などの吹替版で脚色を手がけた石川雄一郎が起用され、原語で真面目に喋っている箇所にもギャグが追加されている。
  - パプシュミアを田舎訛り、市長をザマス口調にするなど特徴的な喋り方にアレンジ。パプシュミアの田舎訛りは石川が参加しなかった第3作の吹替でも踏襲された。
  - ベイルートでの反米国首脳会議およびロサンゼルス港での麻薬密売取引：原語版や字幕では真面目な話し合いだが日本語版ではダジャレやギャグに差し替え。
  - ノードバーグが入院した時：ドレビンがノードバーグ夫人を励ますシーンが「必ずホシを挙げてみせます。ご主人の告別式までに」などブラックに。他多数。
- 「ロサンゼルス市役所における市長の講演時、ドレビンがマイクのスイッチが入っている状態でトイレに入ったため、小便の音が館内に流れてしまう」というギャグは、製作者が友人の結婚式の時に自らやらかした失敗談が元になっている。
- エンゼルスの対戦チームとしてマリナーズが選ばれた理由は、マリナーズの人気がなかったから。製作者側はギャラを払うどころか、マリナーズ側からシーズン入場券を贈られたほどである。
- 野球場の観客には子供がまったく見当たらない。理由は「統制を乱すから」。
- 第3作にはアンナ・ニコル・スミスが出演したほか、『フルメタル・ジャケット』のハートマン軍曹役で有名なR・リー・アーメイも端役で出演している。
- 第3作ラストの劇場観客場面に『ウォーリーをさがせ!』の主人公ウォーリーに扮した人物が紛れている。
- 第3作でのドレビンとジェーンの結婚式の回想シーンは、もともとは第2作で使用される予定だった。ブライダルカーがソーラーカーなのは第2作で無公害エネルギーを題材にしていたためで、同じ車が登場するシーンが第2作の序盤にある（クエンティンがクリーンエネルギーの商品を解説しているシーン）。

## 備考
- 2013年、本シリーズのリブート実写映画の制作が企画されていると報じられた[5]。